# General Operator’s Certificate
Das General Operator’s Certificate ist ein international gültiges Funkbetriebszeugnis. Es berechtigt den Inhaber zur Teilnahme am mobilen Seefunkdienst und am mobilen Seefunkdienst über Satelliten auf Handelsschiffen. Es schließt die Bedienung von Sprech-Seefunkstellen, Schiffs-Erdfunkstellen und Sicherheitsfunksystemen (GMDSS) ein.
Das Zeugnis stimmt mit dem Artikel S55 der Vollzugsordnung für den Funkdienst überein.

## General Operator’s Certificate in Deutschland
Das General Operator’s Certificate, das in Deutschland ausgegeben wird, heißt Allgemeines Betriebszeugnis für Funker.

## General Operator’s Certificate in Österreich
In Österreich heißt das General Operator’s Certificate Allgemeines Betriebszeugnis II.

## General Operator’s Certificate in der Schweiz
In der Schweiz wird das General Operator’s Certificate Allgemein gültiges Betriebszeugnis genannt.